# Parghelia
Parghelia (Aussprache [parge'liːa]) ist eine italienische Gemeinde auf der Halbinsel Capo Vaticano in der Provinz Vibo Valentia mit 1287 Einwohnern (Stand 31. Dezember 2023).
Der Name ist die latinisierte Version des griechischen „paraigialia“, was so viel wie „Gebiet am Meer“ bedeutet. Die Nachbargemeinden sind Drapia, Tropea, Zaccanopoli, Zambrone und Zungri.

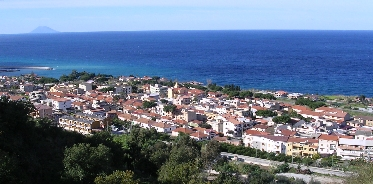
Ansicht der Gemeinde

## Söhne und Töchter der Gemeinde
- Girolamo Grillo (1930–2016), Bischof von Civitavecchia-Tarquinia